# Ronde van Frankrijk 2012/Veertiende etappe
De veertiende etappe van de Ronde van Frankrijk 2012 werd verreden op 15 juli 2012 over een afstand van 192 kilometer van Limoux naar Foix.

## Parcours
In deze eerste Pyreneeënrit werden een col van tweede categorie en twee van eerste categorie beklommen.

## Verloop
Na een snelle start, aangewakkerd door de rugwind, slaagden Peter Sagan, Steven Kruijswijk en Sérgio Paulinho er in weg te geraken na 35 kilometer. Maar op 38 km viel het peloton in twee stukken uiteen, met Andreas Klöden, Fränk Schleck en Jelle Vanendert als voornaamsten in de tweede groep. Het eerste peloton ging niet vol door en na 54 km waren ze weer samen.
Acht tegenaanvallers zetten de achtervolging op het groepje Sagan in: Philippe Gilbert, Cyril Gautier, Gorka Izagirre, Sébastien Minard, Edoeard Vorganov, Sandy Casar, Luis León Sánchez en Martin Velits. Toen de 11 samen kwamen volgde het peloton op 1'10”. Ze liepen uit tot 13'30" bij de tussensprint die Sagan weer won.
Op de steile en smalle Mur de Péguère nam Sánchez het initiatief; Gilbert, Casar en Izagirre volgden. Sagan liet niet begaan. Met zijn vijven gingen ze de finale in. In de laatste kilometers Sánchez ging er als eerste vandoor. Ze zagen hem pas terug over de lijn.
Het verhaal van de dag speelde zich echter af in het peloton. Juist over de top van de laatste klim regende het lekke banden. Achteraf bleek dat er spijkers gestrooid waren. Voornaamste slachtoffer was Cadel Evans. Het vervangen van het wiel verliep uiterst stuntelig: een wiel van een ploegmaat paste niet en een ploegleider gleed bijna uit in een sloot. Evans verloor al direct enkele minuten. Bradley Wiggins besloot echter Evans op te wachten. Deze beslissing werd niet door iedereen geapprecieerd. Pierre Rolland en nadien Jurgen Van den Broeck en Vincenzo Nibali zagen hun ereplaatsen in gevaar en trokken toch door, maar werden door het peloton terug ingehaald. Toen viel alles weer stil en uiteindelijk slaagde Evans, samen met een aantal medeslachtoffers, erin de hoofdgroep terug te bereiken.

### Tussensprint
| Tussensprint Tarascon-sur-Ariège na 99 km |                   |        |
| Plaats                                    | Naam              | Punten |
| Winnaar                                   | Peter Sagan       | 20     |
| 2                                         | Steven Kruijswijk | 17     |
| 3                                         | Sandy Casar       | 15     |
| 4                                         | Sérgio Paulinho   | 13     |
| 5                                         | Philippe Gilbert  | 11     |
| 6                                         | Gorka Izagirre    | 10     |
| 7                                         | Martin Velits     | 9      |
| 8                                         | Cyril Gautier     | 8      |
| 9                                         | Luis León Sánchez | 7      |
| 10                                        | Sébastien Minard  | 6      |
| 11                                        | Edoeard Vorganov  | 5      |
| 12                                        | André Greipel     | 4      |
| 13                                        | Bernhard Eisel    | 3      |
| 14                                        | Richie Porte      | 2      |
| 15                                        | Michael Rogers    | 1      |

### Bergsprint
| Beklimming Col du Portel na 30 km | Beklimming Col du Portel na 30 km | Beklimming Col du Portel na 30 km | 2e cat. 5,3 km à 6,3 % | 2e cat. 5,3 km à 6,3 % |
| Plaats                            | Naam                              | Naam                              | Punten                 |                        |
| Winnaar                           | Thomas Voeckler                   | Thomas Voeckler                   | 5                      |                        |
| 2                                 | Fredrik Kessiakoff                | Fredrik Kessiakoff                | 3                      |                        |
| 3                                 | Egoi Martínez                     | Egoi Martínez                     | 2                      |                        |
| 4                                 | Christian Vande Velde             | Christian Vande Velde             | 1                      |                        |

| Beklimming Port de Lers na 126,5 km | Beklimming Port de Lers na 126,5 km | Beklimming Port de Lers na 126,5 km | 1e cat. 11,4 km à 7 % | 1e cat. 11,4 km à 7 % |
| Plaats                              | Naam                                | Naam                                | Punten                |                       |
| Winnaar                             | Sérgio Paulinho                     | Sérgio Paulinho                     | 10                    |                       |
| 2                                   | Edoeard Vorganov                    | Edoeard Vorganov                    | 8                     |                       |
| 3                                   | Philippe Gilbert                    | Philippe Gilbert                    | 6                     |                       |
| 4                                   | Steven Kruijswijk                   | Steven Kruijswijk                   | 4                     |                       |
| 5                                   | Martin Velits                       | Martin Velits                       | 2                     |                       |
| 6                                   | Luis León Sánchez                   | Luis León Sánchez                   | 1                     |                       |

| Beklimming Mur de Péguère na 152,5 km | Beklimming Mur de Péguère na 152,5 km | Beklimming Mur de Péguère na 152,5 km | 1e cat. 9,3 km à 7,9 % | 1e cat. 9,3 km à 7,9 % |
| Plaats                                | Naam                                  | Naam                                  | Punten                 |                        |
| Winnaar                               | Sandy Casar                           | Sandy Casar                           | 10                     |                        |
| 2                                     | Gorka Izagirre                        | Gorka Izagirre                        | 8                      |                        |
| 3                                     | Peter Sagan                           | Peter Sagan                           | 6                      |                        |
| 4                                     | Philippe Gilbert                      | Philippe Gilbert                      | 4                      |                        |
| 5                                     | Luis León Sánchez                     | Luis León Sánchez                     | 2                      |                        |
| 6                                     | Sérgio Paulinho                       | Sérgio Paulinho                       | 1                      |                        |

## Uitslagen
| Rituitslag Limoux - Foix (192 km) |                   |                        |          |
| Plaats                            | Naam              | Ploeg                  | Tijd     |
| Winnaar                           | Luis León Sánchez | Rabobank               | 4u50'29" |
| 2                                 | Peter Sagan       | Liquigas-Cannondale    | +47"     |
| 3                                 | Sandy Casar       | FDJ-BigMat             | z.t.     |
| 4                                 | Philippe Gilbert  | BMC Racing Team        | z.t.     |
| 5                                 | Gorka Izagirre    | Euskaltel-Euskadi      | z.t.     |
| 6                                 | Sérgio Paulinho   | Saxo Bank-Tinkoff Bank | +2'51"   |
| 7                                 | Sébastien Minard  | AG2R-La Mondiale       | z.t.     |
| 8                                 | Martin Velits     | Omega Pharma-Quickstep | +3'49"   |
| 9                                 | Edoeard Vorganov  | Team Katjoesja         | +4'51"   |
| 10                                | Steven Kruijswijk | Rabobank               | +4'53"   |

| Strijdlustigste renner |             |                     |
|                        | Naam        | Ploeg               |
|                        | Peter Sagan | Liquigas-Cannondale |

## Klassementen
| Algemeen Klassement |                       |                        |           |
| Plaats              | Naam                  | Ploeg                  | Tijd      |
| Gele trui           | Bradley Wiggins       | Sky ProCycling         | 64u41'16" |
| 2                   | Chris Froome          | Sky ProCycling         | + 2'05"   |
| 3                   | Vincenzo Nibali       | Liquigas-Cannondale    | + 2'23"   |
| 4                   | Cadel Evans           | BMC Racing Team        | + 3'19"   |
| 5                   | Jurgen Van den Broeck | Lotto-Belisol          | + 4'48"   |
| 6                   | Haimar Zubeldia       | RadioShack-Nissan-Trek | + 6'15"   |
| 7                   | Tejay van Garderen    | BMC Racing Team        | + 6'57"   |
| 8                   | Janez Brajkovič       | Astana Pro Team        | + 7'30"   |
| 9                   | Pierre Rolland        | Europcar               | + 8'31"   |
| 10                  | Thibaut Pinot         | FDJ-BigMat             | + 8'51"   |
|                     |                       |                        |           |
| 29                  | Laurens ten Dam       | Rabobank               | + 45'35"  |

| Ploegenklassement |                        |            |
| Plaats            | Ploeg                  | Tijd       |
|                   | RadioShack-Nissan-Trek | 178u50'10" |
| 2                 | Sky ProCycling         | + 12'38"   |
| 3                 | BMC Racing Team        | + 17'46"   |
| 4                 | Astana Pro Team        | + 25'19"   |
| 5                 | Liquigas-Cannondale    | + 40'33"   |
| 6                 | AG2R-La Mondiale       | + 44'58"   |
| 7                 | FDJ-BigMat             | + 46'12"   |
| 8                 | Team Movistar          | + 53'20"   |
| 9                 | Team Katjoesja         | + 54'07"   |
| 10                | Omega Pharma-Quickstep | + 58'31"   |

## Nevenklassementen
| Puntenklassement |                  |                     |        |
| Plaats           | Naam             | Ploeg               | Punten |
| Groene trui      | Peter Sagan      | Liquigas-Cannondale | 333    |
| 2                | André Greipel    | Lotto-Belisol       | 236    |
| 3                | Matthew Goss     | Orica-GreenEdge     | 203    |
|                  |                  |                     |        |
| 12               | Philippe Gilbert | BMC Racing Team     | 73     |
| 19               | Kenny van Hummel | Vacansoleil-DCM     | 62     |

| Bergklassement |                       |                        |        |
| Plaats         | Naam                  | Ploeg                  | Punten |
| Bolletjestrui  | Fredrik Kessiakoff    | Astana Pro Team        | 69     |
| 2              | Pierre Rolland        | Europcar               | 55     |
| 3              | Chris Anker Sørensen  | Saxo Bank-Tinkoff Bank | 39     |
|                |                       |                        |        |
| 17             | Jurgen Van den Broeck | Lotto-Belisol          | 14     |
| 24             | Laurens ten Dam       | Rabobank               | 11     |

| Jongerenklassement |                    |                             |            |
| Plaats             | Naam               | Ploeg                       | Tijd       |
| Witte trui         | Tejay van Garderen | BMC Racing Team             | 64u48'13"  |
| 2                  | Thibaut Pinot      | FDJ-BigMat                  | + 1'54"    |
| 3                  | Peter Sagan        | Liquigas-Cannondale         | + 40'35"   |
|                    |                    |                             |            |
| 4                  | Steven Kruijswijk  | Rabobank                    | + 41'37"   |
| 13                 | Romain Zingle      | Cofidis, le crédit en ligne | + 1u48'47" |

## Opgave
- Robert Kišerlovski (Astana); opgave na val